# Banzo (telenovela)
Banzo é uma telenovela brasileira produzida e exibida pela RecordTV entre 21 de setembro e 4 de dezembro de 1964, às 22h, substituindo O Desconhecido e sendo substituída por Marcados pelo Amor. Baseada na radionovela homônima de Amaral Gurgel, foi escrita por Walther Negrão e Roberto Freire, sob direção de Silney Siqueira e direção geral de Nilton Travesso. Sucesso de público, foi a primeira novela brasileira a trazer a maioria do elenco formada por atores negros. O termo "Banzo" significa "saudade de casa".
Conta com Maria Helena Dias, Randal Juliano, Francisco Cuoco, Daisy Paiva, Irina Greco, Arnaldo Weiss, Isaura Bruno e Jacyra Silva nos papéis principais.

## Enredo
Em 1880, Duarte é um diplomata que tem que deixar o Rio de Janeiro e voltar para o interior de São Paulo para gerenciar a fazenda da família após a morte do pai. Ele tenta ser duro para ser respeitado pelos escravos, embora não compartilhe com a violência do feitor Zeferino. Quando Cândida, amiga de infância de sua irmã Fernanda, chega na fazenda, os dois tem choque de realidades, uma vez que a moça é abolicionista, culta e luta pelo direito das mulheres. Duarte logo se apaixona por ela, tão diferente das mulheres que sempre conheceu, mas ela, apesar de atraída, tem horror por ele ser escravocrata.
Cândida acaba envolvida com Mário, um fazendeiro vizinho e antigo rival de Duarte, que compartilha seus ideais abolicionistas, embora Fernanda sofra em segredo por gostar do moço. Além disso Durvalina, empregada e ex-escrava, é apaixonada por Duarte, fazendo de tudo para te-lo. No final, Duarte finalmente liberta os escravos como prova por amor por Cândida.

## Elenco
| Ator/Atriz                      | Personagem           |
| ------------------------------- | -------------------- |
| Maria Helena Dias               | Maria Cândida Rosado |
| Randal Juliano                  | Dr. Duarte           |
| Francisco Cuoco                 | Mário Pitanga        |
| Daisy Paiva                     | Durvalina            |
| Irina Greco                     | Fernanda Duarte      |
| Arnaldo Weiss                   | Feitor Zeferino      |
| Isaura Bruno                    | Rosa                 |
| Jacyra Silva                    | Zilá                 |
| Rubens Campos                   | Pai Domingos         |
| Osmano Cardoso                  | Padre Rosendol       |
| Benedita Rodrigues              | Zulmira              |
| Haroldo de Oliveira             | Serafim              |
| Dalmo Ferreira                  | Tonho                |
| Antônio Alípio                  | Zeca                 |
| Antonio Carlos Pereira da Silva | Dudu                 |